# St. Petri (Burhave)

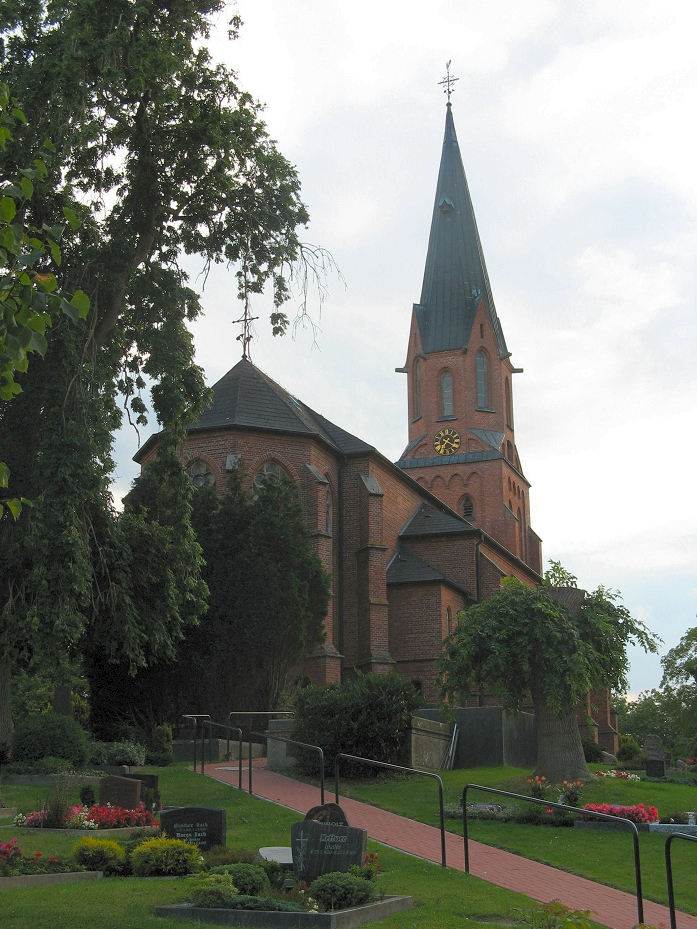
St. Petri

Die evangelisch-lutherische denkmalgeschützte Kirche St. Petri steht auf dem Kirchfriedhof von Burhave, einem Ortsteil der Gemeinde Butjadingen im Landkreis Wesermarsch von Niedersachsen. Die Kirchengemeinde gehört zum Kirchenkreis Wesermarsch der Evangelisch-Lutherischen Kirche in Oldenburg.

## Beschreibung
Die neugotische Hallenkirche mit einem dreiseitig geschlossenen Chor und dem Kirchturm im Westen wurde 1878–1880 nach Plänen des Architekten Franz Xaver Lütz aus rotem Backstein-Mauerwerk erbaut. Das Langhaus mit vier Jochen besteht aus drei Kirchenschiffen, die mit Kreuzrippengewölben auf achteckigen Pfeilern überspannt sind. Alle Wände werden von Strebepfeilern gestützt. Der Turm ist mit einem achtseitigen spitzen Helm bedeckt. Die Kirchenglocke wurde 1451 von Ghert Klinghe gegossen. 
Zur neuen Kirchenausstattung gehört ein Altarretabel von 1879 mit einem Christusbild von Carl Gottfried Pfannschmidt. 1967 wurde eine Orgel aus der Werkstatt E. F. Walcker & Cie. mit 16 Registern, verteilt auf zwei Manuale und ein Pedal, gebaut. Von der Vorgängerkirche wurde das Taufbecken übernommen.